# Leena Pöysti
Leena Pöysti, född 1976 i Helsingfors, är en finländsk skådespelare.
Pöysti har bland annat medverkat i TV-serierna Puls (Syke på finländska) och Sekunder.

## Filmografi (i urval)
- 2014–2024 – Puls (TV-serie)
- 2024 – Sekunder (TV-serie)